# Cerwin-Vega
Cerwin-Vega är ett amerikanskt företag som producerar högtalarsystem.
Företaget grundades 1954 av luftfartsingenjören Gene Czerwinski och har sedan dess producerat högtalare, bilstereo och PA. 1974 fick Cerwin-Vega sitt genombrott då de lanserade en ljudanläggning till filmen Jordbävningen. Vissa biosalonger fick strukturella skador efter några visningar p.g.a. att anläggningen skickade ut så kraftiga vibrationer.
I oktober 2002 förvärvade The Stanton Group Cerwin-Vega och gjorde Dave Rice till VD för både Cerwin-Vega och det redan koncernägda KRK Systems. Sedan dess har KRK Systems blivit integrerat med Cerwin-Vegas verksamhet i Simi Valley, Kalifornien, USA.